# Nikolai Andrejewitsch Tschinakal
Nikolai Andrejewitsch Tschinakal (russisch Николай Андреевич Чинакал; * 7. Novemberjul. / 19. November 1888greg. im Dorf Nurali, Ujesd Jewpatorija; † 25. Dezember 1979 in Nowosibirsk) war ein russischer Montanwissenschaftler und Hochschullehrer.

## Leben
Tschinakal studierte nach dem Besuch der Realschule in Simferopol und Bestehen des Wettbewerbs  an der Bergbauschule Jekaterinoslaw mit Abschluss 1912. Darauf arbeitete er im Bergbau des Donbass. Er führte dort den Achtstundentag ein, worauf er seine Stelle verlor. Er war Delegierter auf dem 2. Kongress der Bergarbeiter in Moskau. Er wirkte an der Entwicklung des Plans für die Sanierung und Modernisierung des Bergbaus des Donbass mit.
Nach der Oktoberrevolution arbeitete Tschinakal ab 1923 im Donbass-Steinkohle-Trust Donugol mit Sitz in Donezk. Bei der Durchführung der Programme für die Modernisierung des Bergbaus im Donbass schlug er unter anderem die Verwendung von 2-t-Breitspur-Loren und die Einrichtung eines elektrischen 200-V-Untertagenetzes vor. Als Mitglied einer von Alexander Alexandrowitsch Skotschinski geleiteten Delegation lernte Tschinakal 1924–1925 die Bergbaupraxis in den USA, in England und in Deutschland kennen. Tschinakal leitete die Donugol-Abteilung für Mechanisierung, die er enorm steigerte.
Im Bergbau-Prozess 1928 wurde Tschinakal zu 6 Jahren Freiheitsverlust mit Lagerhaft und Verbannung nach Sibirien, 3 Jahren Wahlrechtsverlust und Konfiskation  eines Drittels seines Vermögens verurteilt. Er arbeitete nun im Bergwerk Jemeljanowskaja im Rajon Leninsk-Kusnezki im Kusbass. 1930 wurde er Vizechefingenieur des Projektbaubüros in Nowosibirsk. 1933 wurde er freigelassen und in den Kusbassugol geschickt. Dort stieg er zum Vizechef der Projektabteilung auf. Unter seiner Leitung wurden 12 alte Bergwerksprojekte überarbeitet und 10 neue Bergwerke in Betrieb genommen. Er initiierte das Sawjalowski-Bergwerksprojekt des  Gortoptrusts in Nowosibirsk. 1935 schlug er den sogenannten Tschinakal-Schild und das Schildsystem für den Abbau mächtiger Kohleflöze vor.
1940–1944 leitete Tschinakal den Lehrstuhl für Bergwerksbau des Industrie-Instituts Tomsk, das ihn ohne Verteidigung einer Dissertation 1941 zum Doktor der technischen Wissenschaften promovierte und zum Professor ernannte.
1944 wurde Tschinakal Direktor des neuen Instituts für Bergbau-Geologie der Westsibirischen Filiale der Akademie der Wissenschaften der UdSSR (AN-SSSR, seit 1991 Russische Akademie der Wissenschaften (RAN)) in Nowosibirsk, das 1957 das Institut für Bergwissenschaften der Sibirischen Abteilung (SO) der AN-SSSR wurde und das seit 2010 Tschinakals Namen trägt. 1958 wurde er zum Korrespondierenden Mitglied der AN-SSSR gewählt. Als er 1972 aus Gesundheitsgründen aus dem Amt schied, wurde Jewgeni Iwanowitsch Schemjakin sein Nachfolger.

## Ehrungen, Preise
- Orden des Roten Banners der Arbeit (1942, 1960)
- Stalinpreis III. Klasse (1943)[3]
- Medaille „Für heldenmütige Arbeit im Großen Vaterländischen Krieg 1941–1945“
- Leninorden (1948, 1960)
- Verdienter Wissenschaftler und Techniker der RSFSR (1959)[3]
- Leninpreis (1966)[3]
- Held der sozialistischen Arbeit (1967)[4]
- Jubiläumsmedaille „Zum Gedenken an den 100. Geburtstag von Wladimir Iljitsch Lenin“
- Bergmannsruhm-Abzeichen III. Klasse, II. Klasse, I. Klasse[3]